# La Capelle-lès-Boulogne
La Capelle-lès-Boulogne är en kommun i departementet Pas-de-Calais i regionen Hauts-de-France i norra Frankrike. Kommunen ligger i kantonen Boulogne-sur-Mer-Sud som tillhör arrondissementet Boulogne-sur-Mer. År 2022 hade La Capelle-lès-Boulogne 1 571 invånare.

## Befolkningsutveckling
Antalet invånare i kommunen La Capelle-lès-Boulogne
| Referens: INSEE |